# Myrmekiaphila millerae
Myrmekiaphila millerae là một loài nhện trong họ Euctenizidae. Loài này phân bố ở Hoa Kỳ.